# 熱日高彦神社
熱日高彦神社（あつひたかひこじんじゃ）は、宮城県角田市にある神社である。旧社格は郷社。式内社であり、伊具郡惣社である。

## 祭神
- 天津日髙彦火廼邇邇杵命、日本武尊
  - その他に、素戔鳴命・鹽土老翁命・大己貴神・少彦名命、近隣の白山社、熊野神社、水神社、館稲荷神社などを合祀している。

## 由緒
社伝によると、景行天皇の皇子である日本武尊が勅命により東国へと向かった。道中伊具の地に至り、古来よりの聖地であった大森山の山裾に祭場を設けて、大和朝廷の祖神である邇邇杵命を祀ったのがはじまりだと伝わる。その後、日本武尊は都への帰途についたが薨去するに及び、景行天皇は皇子の功績を偲び、勅命により社殿を建てて邇邇杵命に併せて日本武尊を祀ったという。
延喜式神名帳において、熱日高彦神社は陸奥国内の式内社百座のうちの一座とされた。伊具郡誌によれば、熱日高彦神社の神体は、延喜帝の勅命により山城国の如意寺で鋳造された銅仏であるという。江戸時代には、熱日高彦神社は伊具郡の惣社とされていた。熱日高彦神社から西に4kmの場所には伊具郡衙の跡である郡山遺跡がある。明治5年（1872年）には、伊具郡内で唯一の郷社に指定された。
春の例大祭では、以前は熱日高彦神社に丸森町小斎の鹿島神社（祭神：武甕槌神）と角田市尾山大谷地区の香取神社（祭神：経津主神）の神輿が集結し、三社の神輿が連なって渡御を行っていた。現在は香取神社の神輿と合同での渡御が行われている。

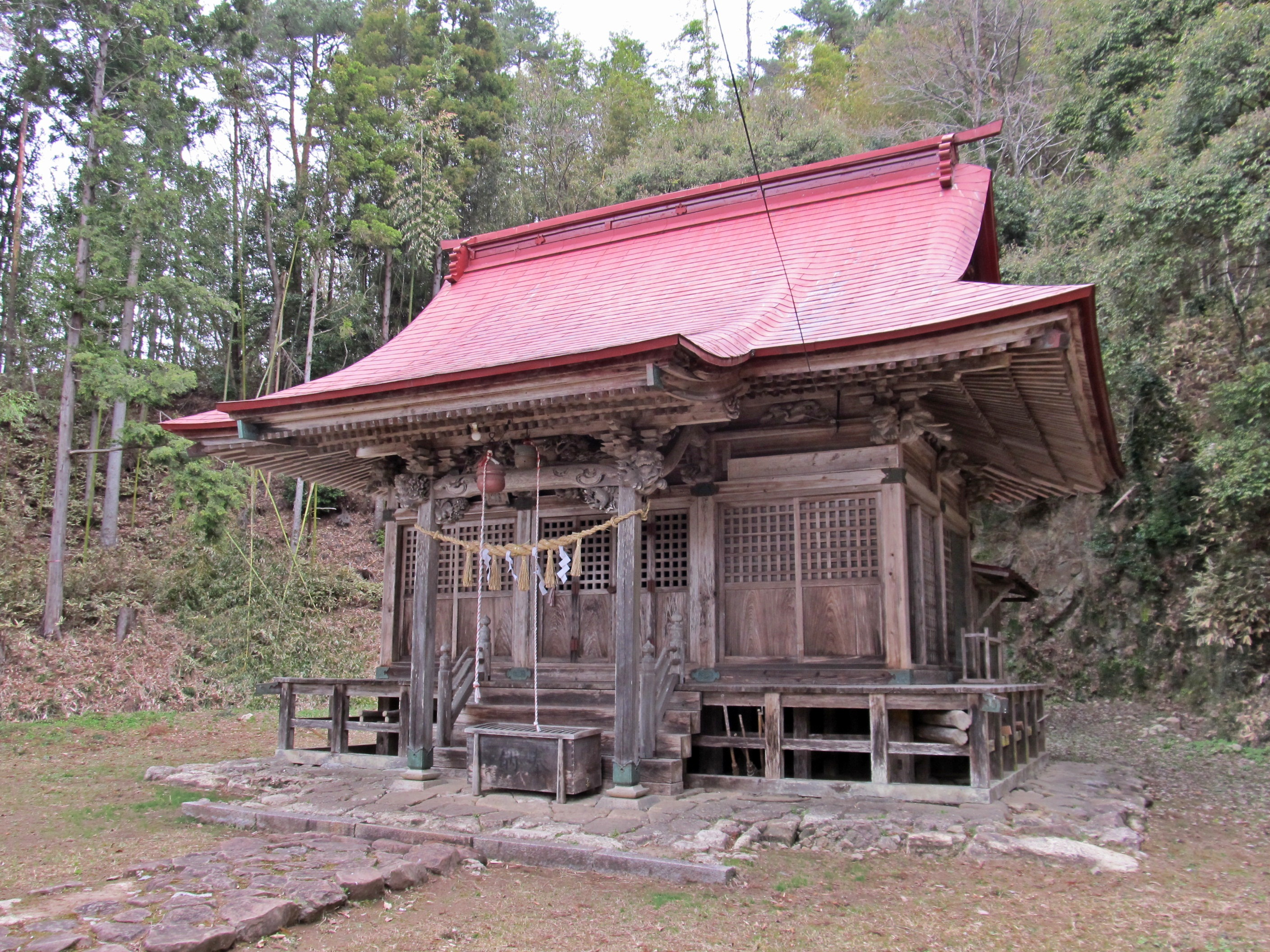
大谷香取神社
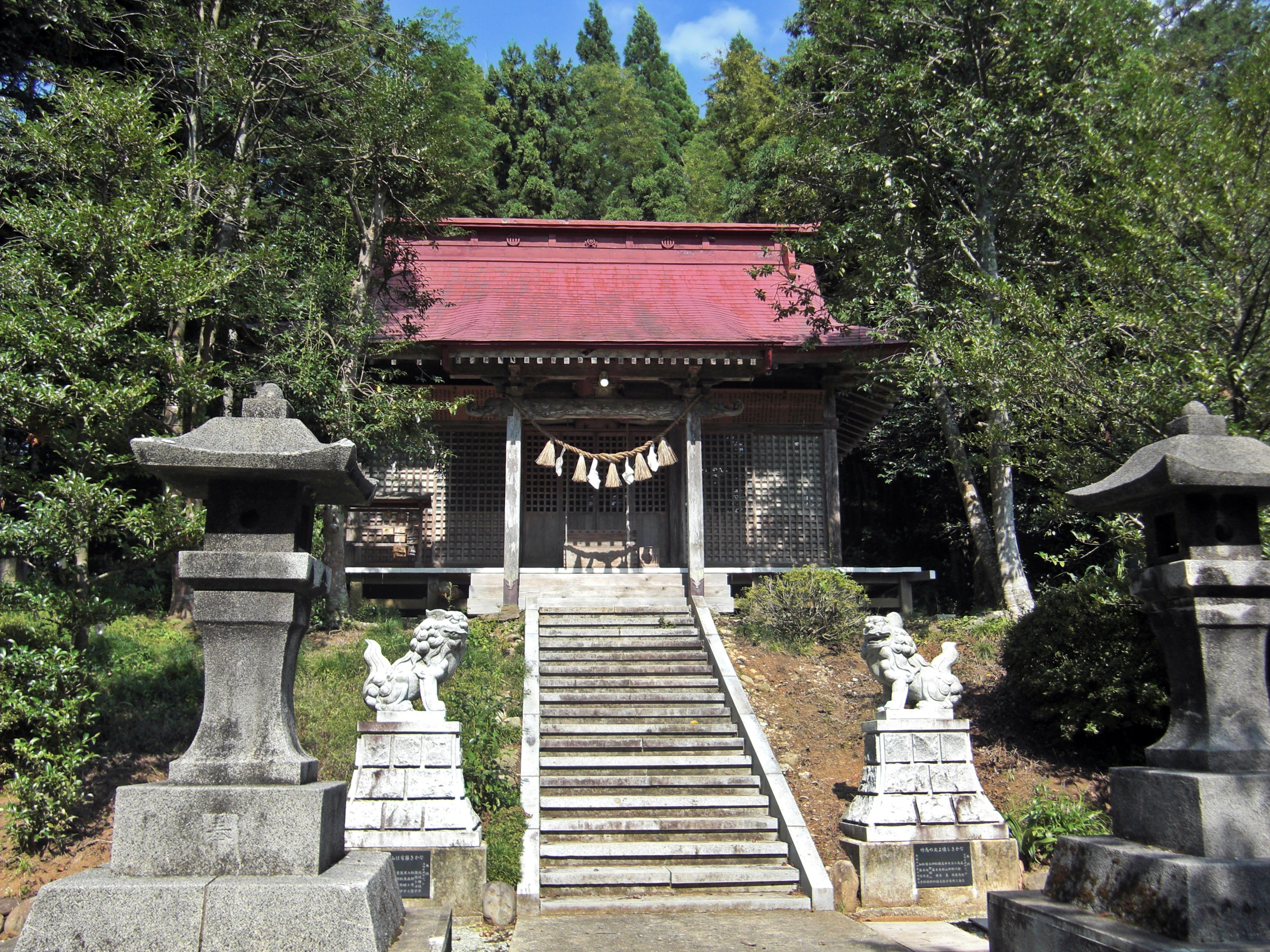
小斎鹿島神社

熱日高彦神社は、子宝・産育、武術・政治、鎮火、農業、交通安全の神徳がある神社として信仰を集めている。

## 境内

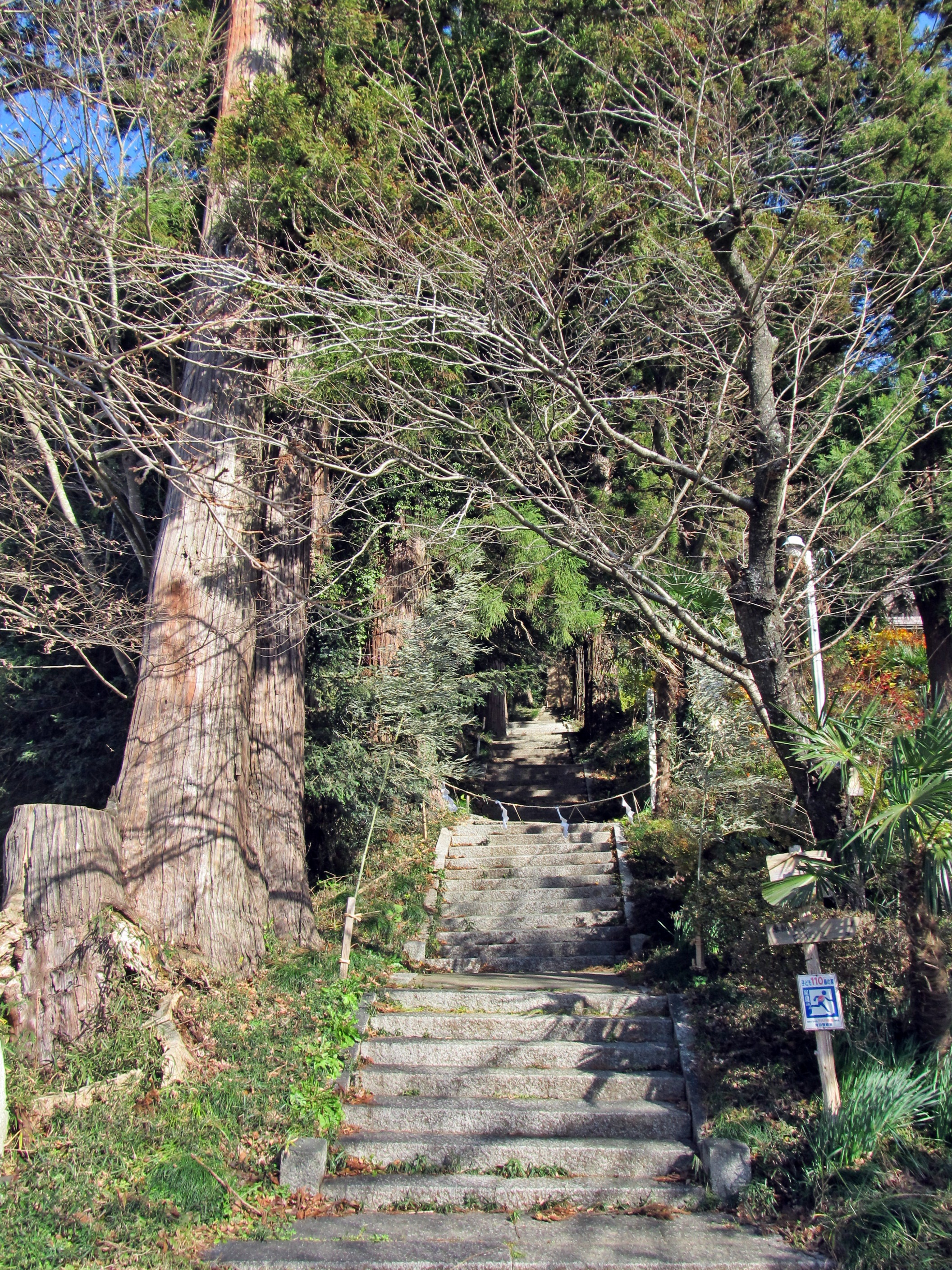
熱日高彦神社参道階段
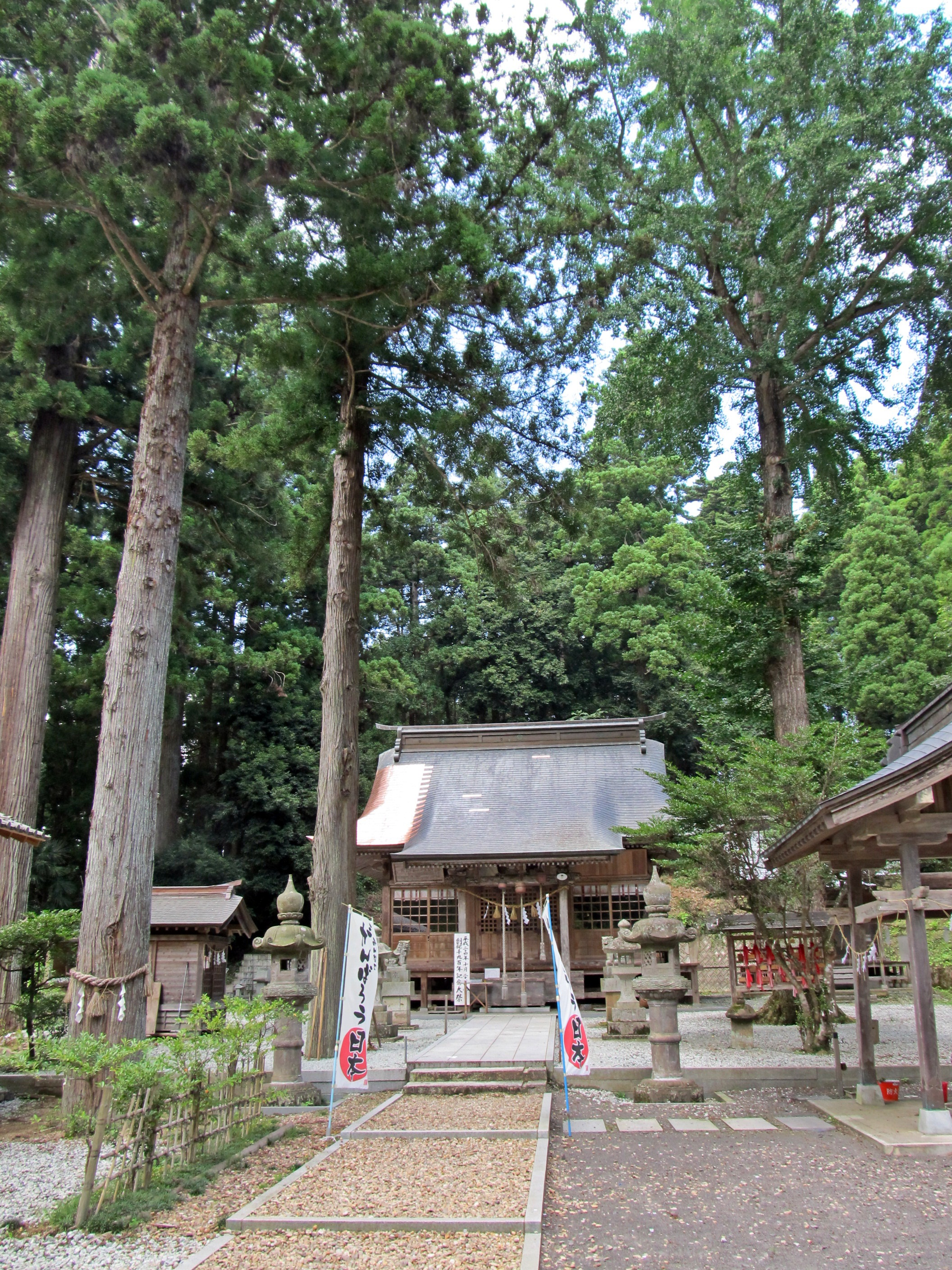
熱日高彦神社参道
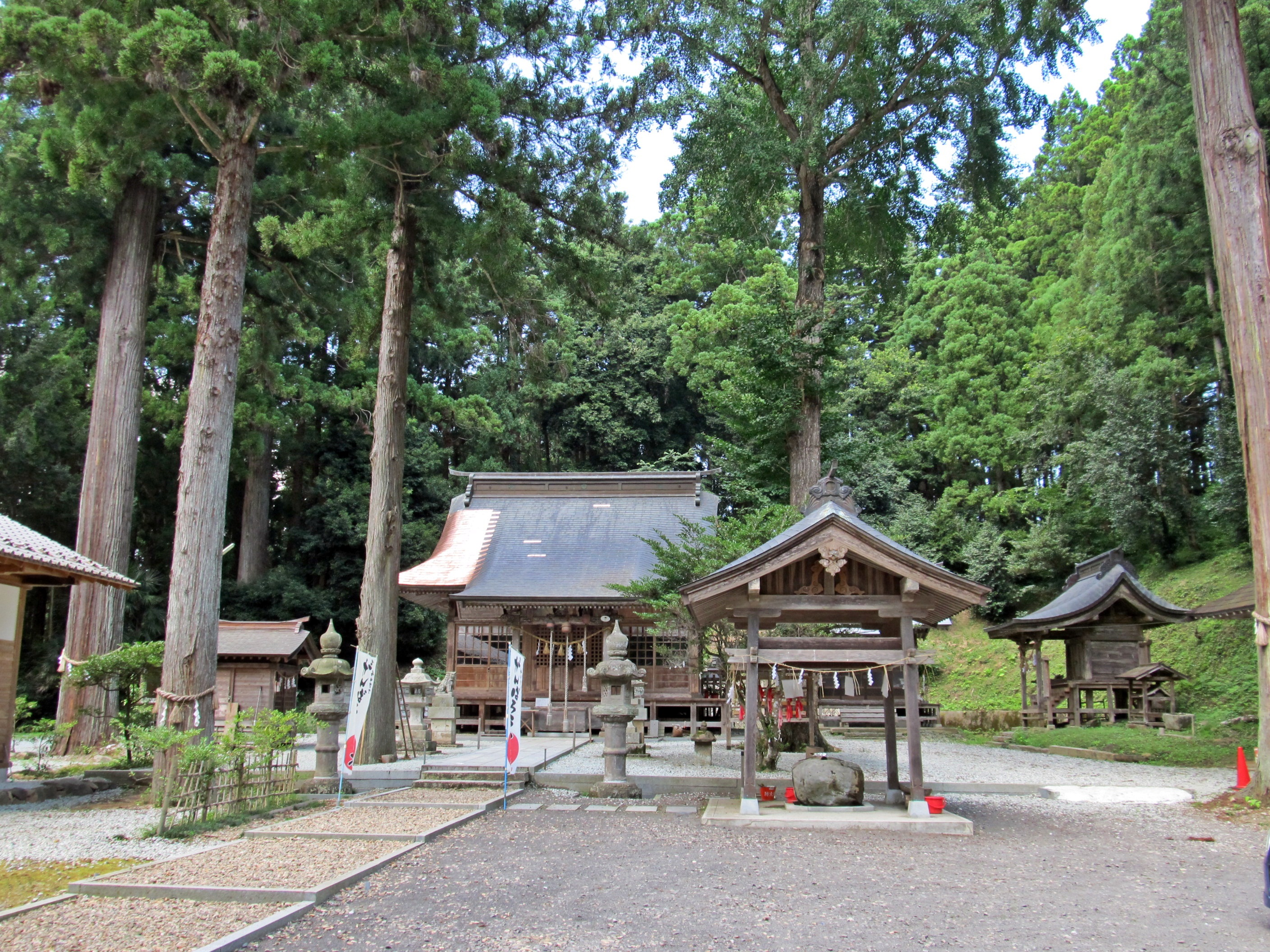
熱日高彦神社境内

- 社殿（拝殿・幣殿・本殿）

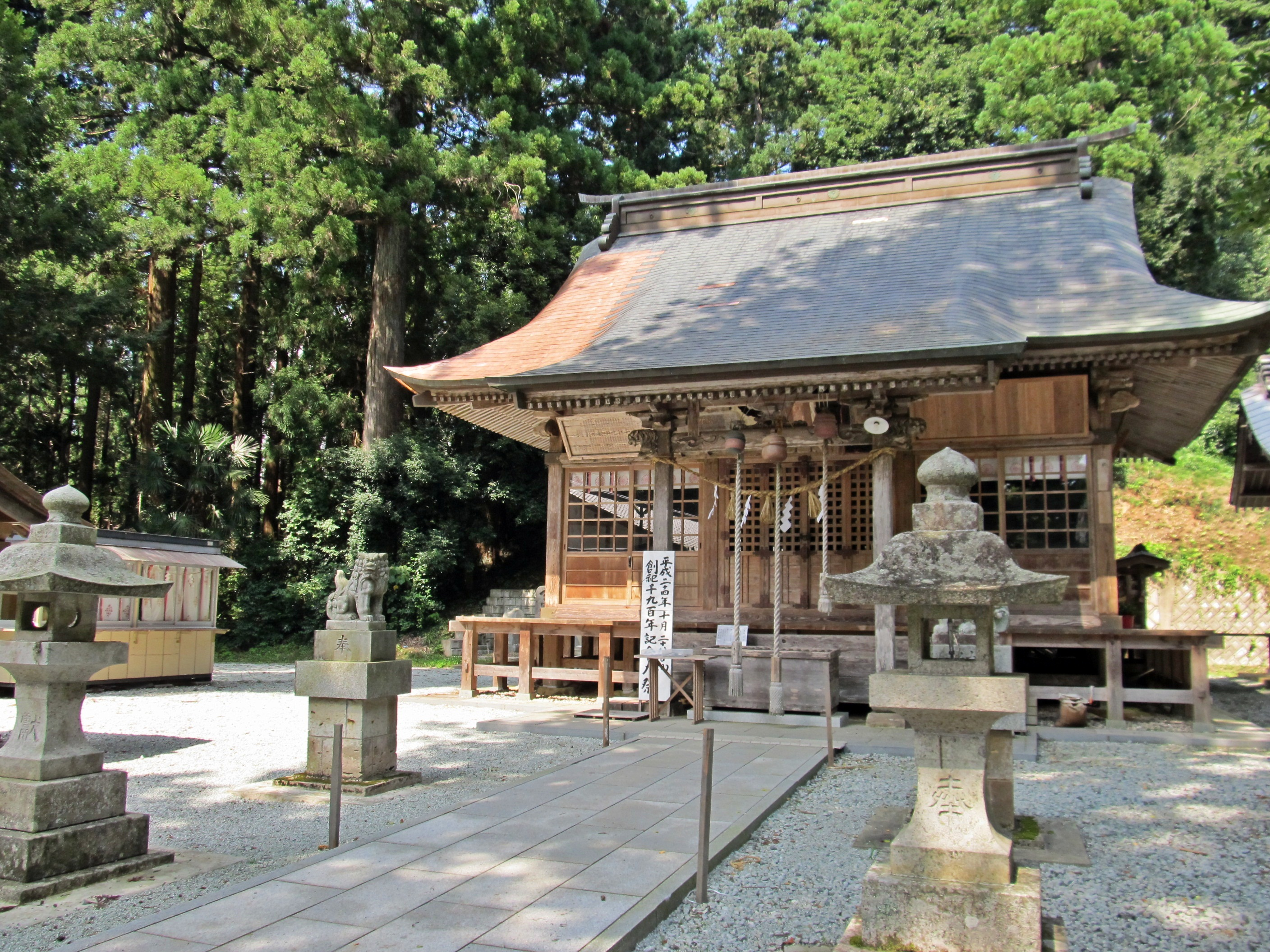
夏の熱日高彦神社拝殿
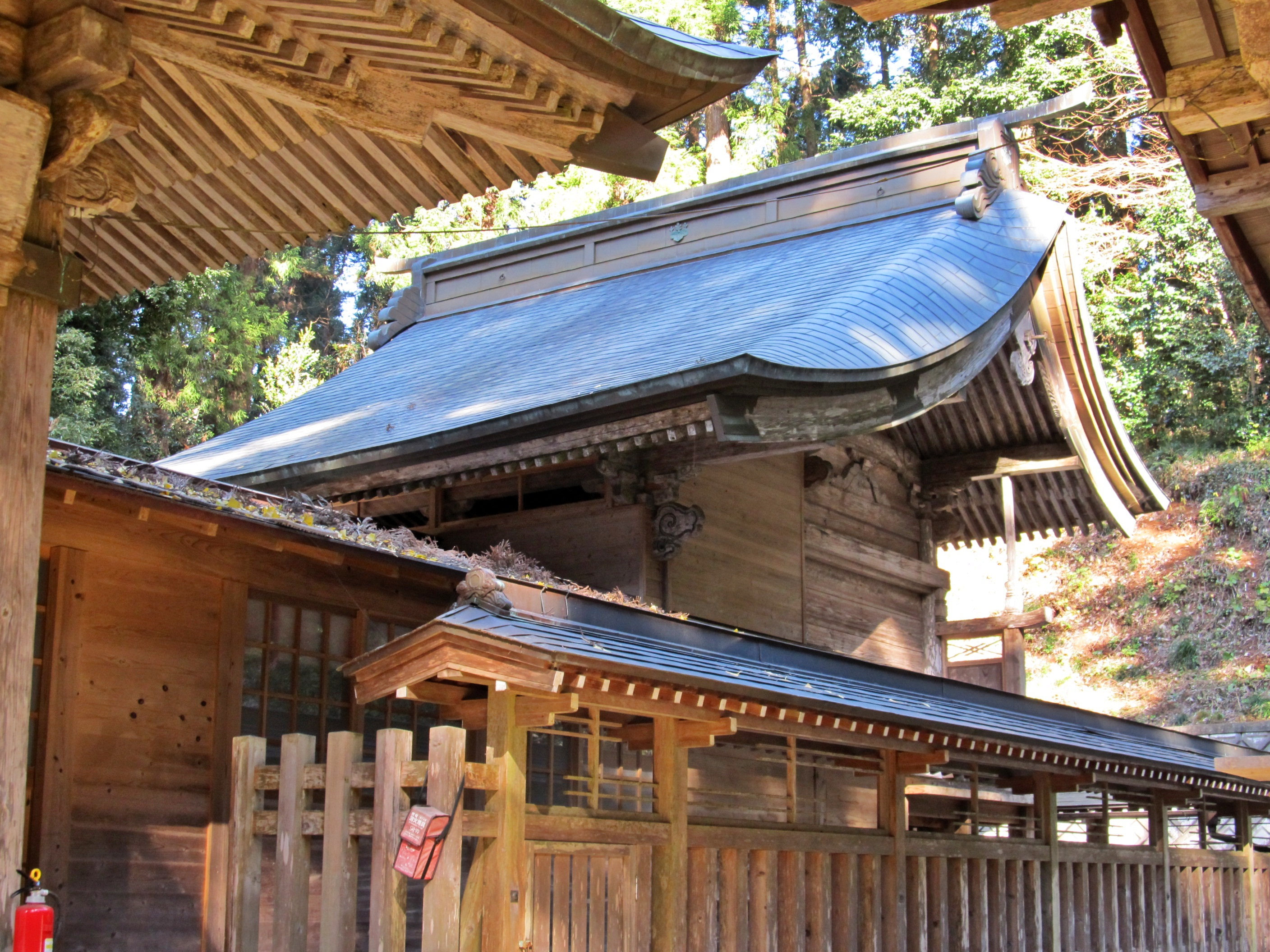
熱日高彦神社本殿

- 白山姫神社（祭神：菊理媛神、伊弉諾神、伊弉冉神、水波女神）
- 子眉嶺稲荷神社

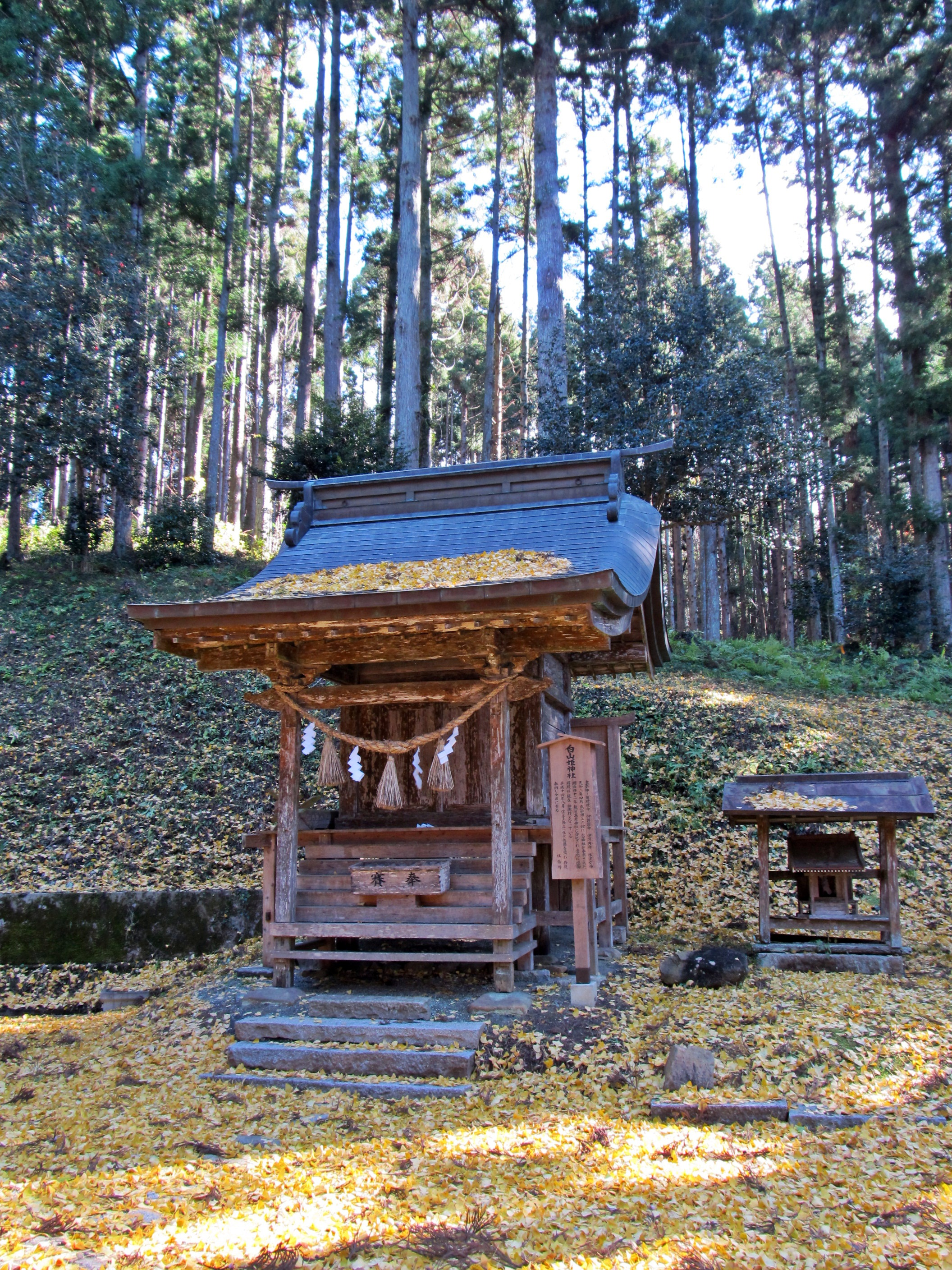
白山姫神社
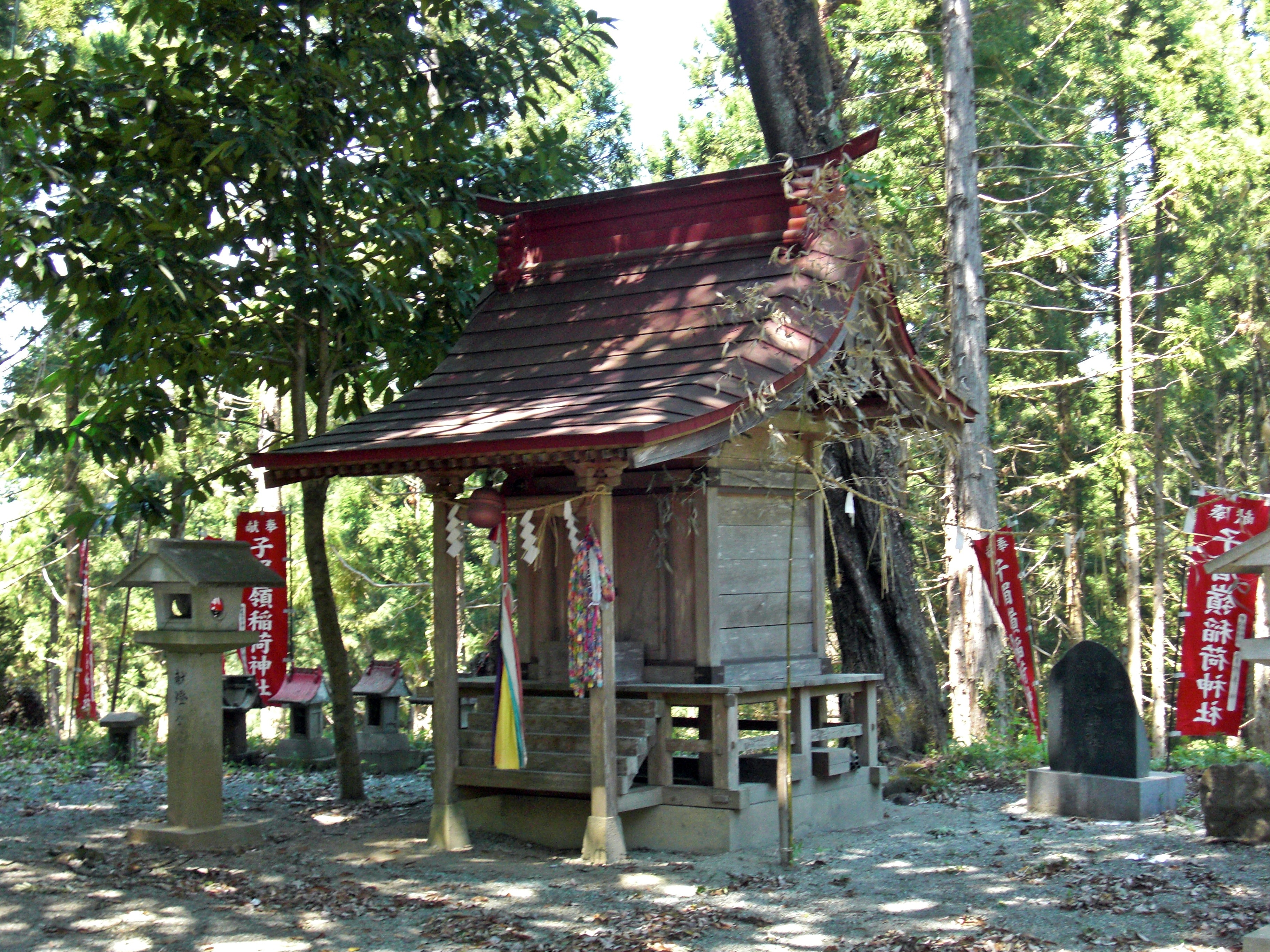
子眉嶺稲荷神社